# 若林久弥
若林 久弥（わかばやし ひさや、1973年1月31日 - ）は、日本の男性俳優、声優。東京都出身。劇団青年座所属。父は俳優の若林豪。

## 人物
東京都立鷺宮高等学校卒業。
特技は乗馬、剣道二段。

## 出演

### テレビドラマ
- 十時半睡事件帖 第21話「島定番」（1994年、NHK） - 高木市助 役
- 天までとどけ 4 - 8（1994年 - 1999年、TBS） - 倉石記者 役
- 銀狼怪奇ファイル（1996年、日本テレビ） - 西田 役
- 地方記者・立花陽介（日本テレビ）
  - 第8作「会津若松通信局」（1996年）- 会津若松南警察署 刑事 役
  - 第13作「日光今市通信局」（1999年）- 白石記者 役
- 連続テレビ小説（NHK）
  - あぐり（1997年） - 望月勇造 役
  - 純情きらり（2006年） - 守田敏 役
- 遠山の金さんVS女ねずみ 第18話「偽装心中!箱根路の逃避行」（1997年、テレビ朝日） - 新吉 役
- 新選組血風録（1998年、ANB）- 藤堂平助 役
- NHK大河ドラマ「葵 徳川三代」（2000年、NHK） - 大谷吉勝 役
- 水戸黄門（TBS）
  - 第28部 第11話「恋を叶えた岡崎燈籠・岡崎」（2000年） -  新吉 役
  - 第32部 第6話「肝っ玉女将と意地比べ・高山」（2003年） -  彦太郎 役
  - 第35部 第17話「その女に飲ませるな!・阿蘇」（2006年） -  清助 役
  - 第38部 第12話「縁は切られぬ偽親子・岐阜」（2008年） -  金太 役
  - 第39部 第9話「猫だけが知っていた・伊万里」（2008年） -  佐吉 役
  - 第41部 第7話「にせ者殺到!孫探し・鳥羽」（2010年） - 甚吉 役
  - 最終回スペシャル（2011年）
- 森村誠一の終着駅シリーズ 第14作「砂漠の暗礁・愛人殺しと夫殺し・二人の容疑者は犯行時新宿のホテルで逢っていた…小京都出石-城崎温泉に謎が」（2001年、テレビ朝日）- 坪木 役
- 夢みる葡萄〜本を読む女〜 （2003年、NHK）- 小林礼二 役
- ウルトラシリーズ
  - ウルトラQ dark fantasy 第7話（2004年、テレビ東京） - 刑事 役
  - ウルトラマンマックス 第29話（2006年、CBC） - UNBALANCEスタッフ 役
- 柳生十兵衛七番勝負 第1回「闇の剣」 (2005年、NHK）- 徳川忠長 役
- 世直し順庵!人情剣 第2話（2005年、テレビ朝日） - 孝太郎 役
- 銭形平次（村上弘明版）第2シリーズ 第6話「欲望の支配者!平次、怒りの激闘」（2005年、テレビ朝日）- 源太 役
- 鉄道捜査官5「殺意の函館本線 札幌〜函館 上り線 下り線 ダイヤトリック」（2005年、テレビ朝日）- 高井涼一 役
- はみだし弁護士・巽志郎10「出会い系サイトは死の香り 美人妻ストーカー殺人事件 絶体絶命！巽が逮捕？剛腕刑事vs.ヤメ検弁護士」（2006年、テレビ朝日）- 警視庁港中央警察署 刑事 役
- 逃亡者 おりん 第9話（2006年、TX） - 大河内逸馬 役
- さすらい署長 風間昭平6 さぬき・金比羅殺人事件 (2007年、テレビ東京）- 森 役
- 陽炎の辻〜居眠り磐音 江戸双紙〜2 第3話「心残り」（2008年、NHK）- 富太郎 役
- 世直し公務員ザ・公証人7（2008年4月28日、TBS） - 元村舜 役
- 検事・朝日奈耀子8 「空飛ぶ注射針トリック!? 犯人を透視する女の罠」（2009年）- 一ノ瀬真也 役
- 松本清張ドラマスペシャル・書道教授（2010年3月23日、日本テレビ）
- 救急救命士・牧田さおり7（2010年、テレビ朝日）
- 無敵のおばさん小早川千冬・正義の事件簿（2010年6月28日、TBS）
- 警視庁継続捜査班 第5話（2010年8月19日、テレビ朝日） - 宍戸 役
- 相棒 Season 9 第1・2話（2010年10月20・26日、テレビ朝日）
- NHK正月時代劇 「隠密秘帖」（2011年1月1日、NHK） - 田沼意知 役
- 七人の敵がいる!〜ママたちのPTA奮闘記〜（2012年4月2日 - 、東海テレビ） - 大石満 役
- 京都地検の女 第8シリーズ 第5話（2012年8月16日、テレビ朝日） - 伊藤雅之 役
- 浅見光彦シリーズ33（2013年9月16日、TBS） - 山本刑事 役
- 嫌われ監察官 音無一六〜警察内部調査の鬼〜1（2013年） - 山崎光司郎 役
- 相棒 Season 12 第4話（2013年11月6日、テレビ朝日） - 茂手木文彦 役
- SP〜警視庁警護課4（2014年5月4日、テレビ朝日） - 吉原保 役
- TEAM -警視庁特別犯罪捜査本部- 第6話（2014年5月21日、テレビ朝日） - 百瀬健三 役
- 東京スカーレット〜警視庁NS係 第4話（2014年8月5日、TBS） - 水木 役
- 最強のふたり〜京都府警 特別捜査班〜 第1話（2015年7月16日、テレビ朝日） - 飯島辰夫 役
- 旅行作家・茶屋次郎13（2016年1月20日、テレビ東京） - 吉村圭佑 役
- 月曜名作劇場 「新・十津川警部シリーズ2 伊香保温泉殺人事件」（2017年4月3日） - 手塚医師
- 特命刑事 カクホの女（2018年） - 諸星雅孝 役
- 月曜プレミア8
  - 当番弁護士 梶原藤子の事件ファイル（2020年 - ） - 三浦義男 役
  - 警視庁遺失物捜査ファイル（2020年） - 鈴村健一 役
- 警視庁・捜査一課長2020 第11話（2020年7月23日、テレビ朝日） - 椋木淳史 役
- おじさんはカワイイものがお好き。第3話（2020年8月27日、読売テレビ）
- 相棒 season19 第3話（2020年10月28日、テレビ朝日） - 有島 役
- 今野敏サスペンス 警視庁強行犯係 樋口顕 第2話（2021年1月22日、テレビ東京） - 杉山茂樹 役
- 悪女（わる）働くのがカッコ悪いなんて誰が言った? 第3話（2022年4月27日、日本テレビ）
- 元彼の遺言状 第9話・第10話（2022年6月6日・13日、フジテレビ）
- 刑事7人 第8シリーズ 第9話（2022年9月7日、テレビ朝日） - 田上洋輔 役

### 映画
- 蒼き狼 〜地果て海尽きるまで〜
- 最後の弾丸 - 田中少尉
- 草の乱
- 元気あります
- ゴジラ×メガギラス G消滅作戦 - 首相官邸前の記者 役[4]

### 舞台
- 妻と社長と九ちゃん
- 評決
- 無法松の一生
- 明治の柩
- 罠
- 取り立てやお春（2010年）明治座、御園座、松竹座
- 諸国を遍歴する二人の騎士の物語（2024年）[5]

### テレビアニメ
- コボちゃん（1994年、ガードマン、責任者 他） - 1シリーズ+SP
- 名探偵コナン（2004年、桃井直人）

### ラジオドラマ
- FMシアター（NHK-FM）
  - 『からすが教えてくれたこと』（2025年3月15日）[6]

### 吹き替え

#### 映画
- アナトミー2（ハーゲン）
- ヴェロシティ・ラン
- キンダガートン・コップ（ダニー）※テレビ朝日版
- チャイルド・プレイ/チャッキーの花嫁
- 天才マックスの世界（マックス・フィッシャー〈ジェイソン・シュワルツマン〉）
- トルク（ドルトン〈ジェイ・ヘルナンデス〉）

#### テレビドラマ
- アンジェラ 15歳の日々（ジョーダン・カタラーノ〈ジャレッド・レト〉）
- エリザベス1世 〜愛と陰謀の王宮〜
- オールイン 運命の愛（チェ・ジョンウォン〈少年時代〉）
- カリフォルニア・ドリーム（マーク・ウィンクル〈アーロン・ジャクソン〉）
- スティーヴン・キングのキングダム・ホスピタル（エイブル）
- ミステリー・グースバンプス（ビリー・ハーラン）（エピソード 6-7）
- ロビンソン一家漂流記

### バラエティ
- ホンネの殿堂!!紳助にはわかるまいっ
- クイズ!ヘキサゴンII